# Giovanni Acciaiuoli de Cefalònia
Giovanni Acciaiuoli, fill de Donato Acciaiuoli de Cassano, fou bisbe de Cefalònia des del 1448. Abans va ser canònic de la catedral de Pisa, de la de Florència (des del 1396) i membre de la càmera privada del Papa des el 1447 al 1448.
Va morir a Viterbo el 1450.